# Perućac
Perućac (cyr. Перућац) – wieś w Serbii, w okręgu zlatiborskim, w gminie Bajina Bašta. W 2011 roku liczyła 530 mieszkańców.